# Die Welt als Wille und Vorstellung

Titelblatt des Erstdruckes 1819

Erster Band der zweiten Auflage

Zweiter Band der zweiten Auflage

Die Welt als Wille und Vorstellung heißt das zweibändige Hauptwerk des deutschen Philosophen Arthur Schopenhauer (1788–1860), an dessen Vollendung der Autor sein ganzes Leben lang gearbeitet hat. Die Editionsgeschichte des Werkes erstreckte sich zu seinen Lebzeiten über einen Zeitraum von vierzig Jahren.
1819 erschien die einbändige Erstauflage im Verlag F. A. Brockhaus Leipzig. Sie gliedert sich in „vier Bücher, nebst einem Anhange, der die Kritik der Kantischen Philosophie enthält“ (unterteilt in 71 Paragraphen). Schopenhauer war gerade einunddreißig Jahre alt.
Erst 25 Jahre später, 1844, brachte der Philosoph im gleichen Verlag die „zweite, durchgängig verbesserte und sehr vermehrte Auflage“ heraus, mit einem „Zweiten Band, welcher die Ergänzungen zu den vier Büchern des ersten Bandes enthält“ (unterteilt in 50 Kapitel).
Nach weiteren 15 Jahren, 1859, konnte der inzwischen 71-jährige Autor noch kurz vor seinem Tode die Veröffentlichung der dritten Auflage seines um weitere 136 Seiten vermehrten Magnum opus erleben.
Laut Arthur Schopenhauers Vorrede zur ersten Auflage von Die Welt als Wille und Vorstellung soll durch dieses Buch „ein einziger Gedanke“ mitgeteilt werden. Um diesen „einen Gedanken“ zu verstehen, sei jedoch die zweimalige Lektüre des gesamten Buches notwendig:

„Was durch dasselbe Buch mitgetheilt werden soll, ist ein einziger Gedanke. Dennoch konnte ich, aller Bemühungen ungeachtet, keinen kürzeren Weg ihn mitzutheilen finden, als dieses ganze Buch. – Ich halte jenen Gedanken für Dasjenige, was man unter dem Namen der Philosophie sehr lange gesucht hat… Je nachdem man jenen einen mitzutheilenden Gedanken von verschiedenen Seiten betrachtet, zeigt er sich als Das, was man Metaphysik, Das, was man Ethik und Das, was man Aesthetik genannt hat.“

Im handschriftlichen Nachlass findet sich eine Notiz Schopenhauers, die vielfach als Mitteilung jenes „einen Gedankens“ interpretiert worden ist:

„Meine ganze Philosophie läßt sich zusammenfassen in dem einen Ausdruck: die Welt ist die Selbsterkenntnis des Willens.“

## Werkaufbau
Das Werk besteht seit der zweiten Auflage von 1844 aus zwei Bänden.
Der erste Band beinhaltet den Text der ersten Auflage, der nur mit einigen kleineren Zusätzen versehen wurde, während der Anhang – die Kritik der kantischen Philosophie – maßgeblich vom Autor bearbeitet wurde. Der erste Band ist aufgeteilt in vier Bücher, in denen abwechselnd die Welt als Vorstellung und als Wille betrachtet wird. Der zweite, seitenstärkere Band, dient als Ergänzungsband des ersten.
Das Vorgehen, die Ergänzungen in dem separaten Band zu fassen, begründet Schopenhauer in der Vorrede zur zweiten Auflage damit, dass 25 Jahre zwischen dem Erscheinen der ersten und der zweiten Auflage liegen. Im Gegensatz zu einer Neubearbeitung soll so die Entwicklung von Schopenhauers Denken verfolgt werden können.
In der Vorrede zur dritten Auflage (durch weitere 136 Seiten ergänzt), die 1859, ein Jahr vor seinem Tode, erschien, zeigt sich Schopenhauer erleichtert, jedoch auch erschöpft. Er verweist auf seine Parerga und Paralipomena, die er 1851, sieben Jahre nach dem Erscheinen der zweiten Auflage von Die Welt als Wille und Vorstellung, erscheinen ließ. Der zweite Band der Parerga enthalte bereits in seinen 31 Kapiteln Nachträge und Ergänzungen, die ihren Platz größtenteils im zweiten Band des Hauptwerks gefunden hätten, wenn er habe hoffen dürfen, diese dritte Neuauflage zu erleben:

„… [es] würde seine richtige Stelle in diesen Bänden gefunden haben: allein ich musste es damals unterbringen, wo ich konnte, da es sehr zweifelhaft war, ob ich diese dritte Auflage erleben würde. Man findet es im zweiten Band besagter Parerga und wird es an den Überschriften der Kapitel leicht erkennen.“

Die fachliche und die breitenwirksame Rezeption von Schopenhauers Schriften erfolgte erst sehr spät, in Schopenhauers letzten Lebensjahren.

## Inhalt
Schopenhauers Hauptwerk lässt sich in vier Bereiche aufteilen, die jeweils Gegenstand der einzelnen Bücher des ersten Bandes der Welt als Wille und Vorstellung sind: Erkenntnistheorie, Metaphysik, Ästhetik und Ethik.
Hauptgegenstand ist Schopenhauers Annahme, dass die Welt zum einen Wille ist, zum anderen nur als unsere Vorstellung gegeben ist, wie schon im Titel deutlich wird.
Unter Vorstellung versteht Schopenhauer die mentalen Funktionen, die für die Modalität des Erkennens eines erkennenden Lebewesens verantwortlich sind.
Unter Wille versteht Schopenhauer, von der östlichen Philosophie inspiriert, ein kosmisches Prinzip der Existenz, das für das individuelle Dasein in der Welt verantwortlich ist und sich u. a. als „einen blinden ziellosen Drang zu Leben“ beschreiben lässt. Für Schopenhauer sind Menschen, Tiere, Pflanzen, so wie auch Steine bzw. alle Form von Materie, Teil dieses Prinzips. Schopenhauer sieht in dem Prinzip des Willens das Ding an sich. Nach Schopenhauer existiert nur in der Welt der Objekte eine Individualität, eine Vielfalt. Der Wille bilde die Einheit, die im Menschen so wie im Stein in gleichem Maße vorhanden sei.
Schopenhauer ist der Meinung, dass die individuelle Vorstellung uns daran hindert, die Welt wie sie ist, also den Willen, in allem und nicht nur in uns selbst, zu erkennen. Schopenhauer sieht in einer Auffassung der Welt, die rein als Vorstellung wahrgenommen wird, die subjektiv vom individuellen Willen ermessen wird, u. a. eine Erklärung für Egoismus.
Im Verneinen unseres individuellen Willens gebe es einen Ausweg aus der Welt als reine Vorstellung, wodurch wir den gleichen Willen und das gleiche Leiden in allem erkennen können. Schopenhauers Metaphysik ist dadurch eng mit seiner Ethik verbunden. Eine Möglichkeit temporärer Willensverneinung bietet nach Schopenhauer die Kunst.

### Erkenntnistheorie
Als Einleitung und Propädeutik nennt Schopenhauer in der Vorrede seine Dissertation Über die vierfache Wurzel des Satzes vom zureichenden Grunde. Der Satz vom zureichenden Grund ist ein von Leibniz aufgestellter logisch-metaphysischer Leitsatz, der besagt, dass alles, was ist, einen Grund hat, wieso es ist (Nihil sine ratione). Implizit findet Schopenhauer den Satz jedoch schon bei Platon und Aristoteles vor.
Die Basis seiner Abhandlung bildet die Kritik an einer Vermengung von Ursache und Erkenntnisgrund, wie er sie innerhalb der ehedem gegebenen Definitionen des Satzes vom zureichenden Grunde, sowie bei der Anwendung des nämlichen, beobachtet.
Für Schopenhauer zeigen sich philosophiegeschichtlich im Wesentlichen zwei verschiedene Bedeutungen des Satzes vom Grunde: Die Forderung eines Erkenntnisgrundes, als Begründung eines Urteils, und der einer Ursache zum Eintritt eines realen Vorganges.
Schopenhauer kommt in Anlehnung an ein Zitat Aristoteles’ zu dem Ergebnis, dass die Definition einer Sache und der Beweis ihrer Existenz grundverschieden sind, auch wenn beide der im Satz vom zureichenden Grunde ausgesprochenen Forderung Genüge tun. Im Verlauf der Dissertation ergeben sich für Schopenhauer schließlich vier verschiedene Bedeutungen des Satzes vom zureichenden Grunde, seine ‚vier Wurzeln‘. Zusammen bilden sie Schopenhauers Theorie des Erkenntnisvermögens und bilden den Grundstock seiner gesamten Philosophie: das im Hauptwerk entfaltete System einer voluntaristischen Metaphysik.
Nach Schopenhauer ist das reine Erkenntnissubjekt der Ausgangspunkt jeglicher Erkenntnis. Alles, was außerhalb liegt – der eigene Leib eingeschlossen – stellt ein Objekt dar und unterliegt damit als Vorstellung dem Satz vom Grunde – allerdings ist mit Vorstellung nichts Imaginäres gemeint. Den Begriff Vorstellung will Schopenhauer wörtlich verstanden wissen, im Sinne von: etwas, das vor einem gestellt ist (Gegen-stand). Aufbauend auf der basalen Apriorität von Raum, Zeit und Kausalität ist die Vorstellung ein Produkt von vier Wurzeln: Die mentalen Funktionen: des Verstandes, der Vernunft, der reinen Sinnlichkeit und des Selbstbewusstseins. Diese gemeinsam ergeben die vierfache Wurzel des Satzes vom zureichenden Grund, da alle Erkenntnisfunktionen dem Satz vom Grunde folgen.
Alles, was wir mit unseren Sinnen aufnehmen, kann niemals in unsystematisierter Form vom Subjekt aufgefasst werden, sondern es wird immer in gesonderte Strukturen gebracht, zu einer Wahrnehmung für ein erkennendes Subjekt. Wir sind physisch und durch die Vorstellung vom An-sich der Dinge getrennt. Die Welt als Vorstellung, den Objekten für das Subjekt, ist eine Auffassung von Objekten, die in dieser Weise so an sich nicht existent sind.
Schopenhauer vertritt die Auffassung, dass die Vorstellung dem Willen unterworfen ist, als auch die Individualität der Vorstellungen und Individualität an sich, Produkte des Willens sind. Jedes Individuum besitzt demnach eine ihm eigene Vorstellung von Realität, an der die Außenwelt gemessen wird, welche Teil des Umstandes einer Subjekt-Objekt-Beziehung ist. Die Welt ist allen erkennenden Lebewesen, durch die angewandten Erkenntnisfunktionen, nur mittelbar gegeben. Das Ding an sich ist für Schopenhauer rein der Wille, der hinter allem steht, unser Vorstellungsvermögen konstituiert und von diesem kontrolliert wird. Der Wille ist das Prinzip, das hinter allen Objekten steckt und unsere Vorstellung von Objekten ermöglicht und beeinflusst.
Der folgende Abschnitt verbindet den Inhalt der Dissertation mit den Ergänzungen des ersten und zweiten Bandes des Hauptwerkes, Die Welt als Wille und Vorstellung.

#### Die vier Wurzeln des Satzes vom zureichenden Grunde
Schopenhauer unterteilt Vorstellung im Wesentlichen in abstrakte, welche Klasse nur die Begriffe betrifft, und in intuitive, „… [welche die] ganze sichtbare Welt oder die gesamte Erfahrung, nebst der Bedingung der Möglichkeit derselben [befasst].“ Die abstrakte Vorstellung bildet die Vernunft, der Verstand die intuitive Vorstellung.
Die zwei weiteren Klassen bilden die reine Sinnlichkeit, der Satz vom Grunde des Seins, und das Selbstbewusstsein, der Satz vom Grunde des Handelns. Die beiden Letzteren unterscheiden sich darin, dass durch sie nach einem Warum gefragt werden kann. Zusammen bilden sie die vier Wurzeln des Satzes vom zureichenden Grunde, den Objekten für das Subjekt. Der Satz vom Grunde besagt, dass alles, was ist, einen Grund hat, wieso es ist. In Begriffen ist der Satz vom Grunde rein abstrakt, durch die Anschauung der Materie wird er intuitiv. Durch die Bedingungen des Raumes und der Zeit zeigt er sich in der reinen Anschauung, der apriorischen Bedingung von Raum und Zeit, wobei er sich erst durch die Anschauung nachempfinden lässt. Durch das Motiv lässt sich schließlich der Beweggrund durch das Selbstbewusstsein erfassen.
Zur Reihenfolge
Dieser Artikel folgt der Reihenfolge der Erläuterung der einzelnen Klassen, wie sie von Schopenhauer, aus praktischen Gründen, in der Dissertation Über die vierfache Wurzel des Satzes vom zureichenden Grund, vorgenommen wurde. In systematischer Ordnung lautet die Reihenfolge wie folgt: Beginnend beim Seinsgrunde in der Anwendung auf die Zeit, da dieser das wesentliche Schema aller übrigen Gestaltungen des Satzes vom zureichenden Grunde ist, folgt diesem die Anwendung des Seinsgrundes auf den Raum. Daraufhin folgt das Gesetz der Kausalität, der Satz vom Grunde des Werdens. Auf diesen folgt der Satz vom Grunde des Handelns, das Motiv und zuletzt der Satz vom Grunde des Erkennens, da die vorherigen auf unmittelbare Vorstellungen, dieser jedoch auf Vorstellung aus Vorstellung geht.

#### Intuitive Vorstellung

##### Der Satz vom Grunde des Werdens
Der Satz vom Grunde des Werdens (Kausalität) bestimmt, dass alle Veränderungen von Objekten der empirischen Wirklichkeit immer eine Ursache haben müssen. Im Gegensatz zum Erkenntnisgrund betrifft die Anschauung, welche durch den Verstand gegeben, nur den gegenwärtigen, durch die Sinne aufgenommenen Augenblick. Schopenhauer sieht im Gesetz der Kausalität, der Notwendigkeit von Ursache und Wirkung, die Fähigkeit zu hypothetischen Urteilen. Der Inhalt des Denkens bildet nur eine Abstraktion der Anschauung, muss sich demnach auf unsere Anschauung zurückführen lassen oder rekonstruiert werden können, respektive einen Grund haben, ohne ein leeres Denken zu werden. Schopenhauer hebt mehrfach hervor, dass alle Begriffe durch die Anschauung zu kontrollieren sind und wendet sich, bzgl. der Anschauung, so wie generell, explizit gegen eine rein vernunftorientierte abstrakte Philosophie.
Im Gegensatz zu Kant sieht Schopenhauer die Kausalität bzw. den Verstand als Bedingung jeglicher Anschauung und nicht als eine Potenz des Denkens; die Anwendung des Gesetzes der Kausalität als intuitiv, nicht als abstrakt.
Das subjektive Korrelat dieser Klasse von Vorstellungen ist der Verstand.

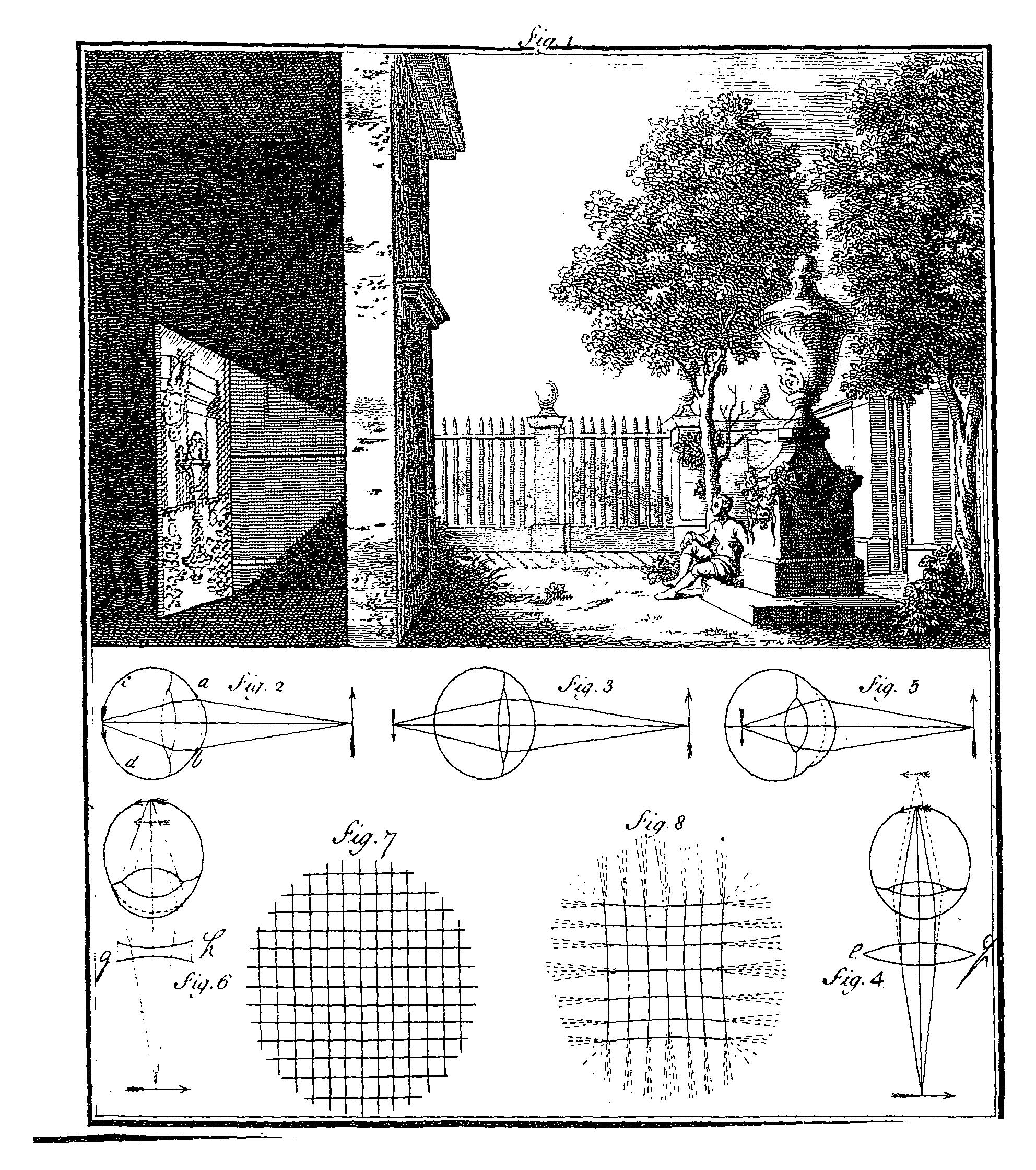
Funktion des Auges: Der zerebrale Verstand verarbeitet die Daten zu einem dreidimensionalen Bild und erzeugt die Anschauung; Abbildung aus James Ayscough: A Short Account of the Eye and Nature of Vision. London, 1752, S. 30

##### Verstand
Der Verstand stellt die korrigierende zerebrale Funktion dar, dessen Tätigkeit, nach Schopenhauer, rein die Anwendung des Gesetzes der Kausalität ist, welcher die Sinnesempfindung, den Sinnesreiz, der auf den Leib (Objekt) wirkt, zu einer Anschauung für das Subjekt korrigiert.
Am Beispiel des Sehens: Ein Bild trifft verkehrt herum auf die Retina. Der Verstand verarbeitet die Informationen der zweidimensionalen Bilder der beiden Augen wieder zu einem aufrechten. Aus den Informationen der  Empfindung, der Daten der Sinne, wie beispielsweise Flächen und Kanten, produziert der Verstand ein dreidimensionales Bild. Die verarbeiteten Daten werden zur Anschauung: die primäre Erkenntnis. Schließlich lassen sich aus der vom Verstand hervorgebrachten gegenständlichen Welt, der Anschauung, mittels der Vernunft, der sekundären Erkenntnis, Begriffe bilden. Aus Verstand und Vernunft bildet sich das erkennende Bewusstsein.
Der Leib spielt eine mediale Sonderrolle: Die Empfindung ist zwar eine subjektive, der Leib bleibt jedoch Objekt für das Subjekt, wenngleich unmittelbar, da der äußere Sinn für den inneren Sinn unabdingbar ist, um eine Anschauung zu ermöglichen (Vgl. Abschnitt Verstand als subjektives Korrelat der Materie). Schopenhauer unterscheidet zwischen innerer Sinn, das unmittelbare Subjekt, und äußerer Sinn, welcher der Leib ist: Beide gelten im Grunde als „subjektiv“ – obwohl wir den Leib als Objekt auffassen – und unmittelbar, da wir nicht unmittelbar, sondern nur mittelbar zwischen der Empfindung verschiedener Leiber vergleichen können. Selbiges gilt für das erkennende Subjekt, das nicht verglichen werden kann mit einem anderen erkennenden Subjekt – es wäre dadurch ein Objekt. Alles Mittelbare ist nur die Vielheit, die Erfahrungswelt, die Vergegenwärtigung von Objekten in Raum und Zeit, die außerhalb unserer selbst liegen und einer Zwischenfunktion, wie bspw. der des Verstandes, bedürfen.
Das erkennende Subjekt, allein betrachtet, bildet eine Einheit und hat nur eine mediale Funktion, kann die Art und Weise seines Erkennens nicht vorstellen, respektive kann das Erkennen nicht erkennen, das Subjekt kann wiederum nur zum Objekt der Vorstellung des Subjektes werden (Vgl. Abschnitt über den Satz vom Grunde des Handelns).
Nach Schopenhauer ist die Art und Weise der Vorstellung von Objekten, die das erkennende Subjekt erfasst, der Individualität und dessen Selektion unterworfen, welche Produkt des Willens sind, ähnlich der heute gängigen Definition eines uns unbewussten Triebes.

##### Subjekt und Objekt
Den Kern seiner Schlussfolgerung bildet die Definition des Bewusstseins, welches in Subjekt und Objekt zerfällt. Da der Verstand erst die Empfindung verarbeitet, kann das Subjekt, als erkennende Funktion, nie ohne Objekt beziehungsweise ein Objekt nie ohne ein Subjekt, welches dem Erkennen erst die Möglichkeit bietet, gedacht werden. Schopenhauer will damit zeigen, dass die empirische Anschauung eine intellektuale ist, erst durch ein Objekt, von der Empfindung durch den Verstand hin zur Anschauung, das Subjekt etwas erkennen kann: dass ein Bewusstsein, immer  ein Bewusstsein von etwas ist. Wenn ein Objekt gegeben ist, muss ein Subjekt vorhanden sein, welches erkennt (George Berkeley). Und umgekehrt: Wenn ein Subjekt gegeben ist, welches erkennt, muss ein Objekt gegeben sein, welches erkannt wird. Letzteres bildet Schopenhauers Erweiterung der Philosophie Berkeleys.
Schopenhauer will damit hervorheben, dass das Subjekt nichts anderes als Vorstellung von Objekten wahrnimmt, dies des Subjektes einzige Funktion, jedoch auch Einschränkung, Abhängigkeit und Distanz zum Objekt bildet, welches vom Subjekt stets nur mittelbar bzw. rein subjektiv wahrgenommen wird. Gäbe es kein Subjekt, gäbe es kein Objekt, somit auch keine Anschauung einer Welt, sowie umgekehrt, da das Objekt genauso abhängig vom Subjekt ist. Schopenhauer versucht nicht nur das Subjektive, das stets Relative der Wahrnehmung des Menschen, sondern auch die Abhängigkeit der Welt vom Subjekt somit hervorzuheben:
Ist das Subjekt gesetzt, so auch das Objekt und umgekehrt. Daraus ergibt sich, dass es einerlei ist, ob man Objekte auf irgendeine Weise bestimmt oder ob man sagt, man erkennt sie auf ebensolche Weise: Subjekt und Objekt sind unzertrennlich im Vorgang des Erkennens. Auswirkung hat diese These vor allem auf die Frage nach einem Ding an sich, die, wenn ein Objekt immer für ein Subjekt da ist, so wie umgekehrt, widersinnig wird, allein begrifflich von einem Ding an sich nicht die Rede sein, es keine Wahrnehmung der Gegenstände außerhalb unseres Vermögens geben kann. Schopenhauer folgert daraus, dass der Wille, womit kein explizites Motiv gemeint ist, sondern eher eine Art Trieb, als das uns alleinig unmittelbar Gegebene, der einzige Zugang zum An-sich der Dinge sein kann. (Vgl. Abschnitt über den Satz vom Grunde des Handelns.)

##### Intellekt
Aus dieser von Berkeley übernommenen idealistischen und durch Physiologie erweiterten Auffassung der Beziehung zwischen Subjekt und Objekt ergeben sich zwei Betrachtungen des Intellekts:
- Die Welt als Vorstellung ist nur durch das vorstellende Subjekt als solche gegeben. Die erste Betrachtung bildet die Untersuchung der Apriorität und das Entstehen der empirischen Realität, als Resultat des Erkenntnisvermögens, und folgt der – von Schopenhauer stark eingeschränkten und modifizierten – transzendentalidealistischen Auffassung Kants:[36][37]

„Ich verstehe unter dem transzendentalen Idealismus aller Erscheinungen den Lehrbegriff, nach welchem wir sie insgesamt als bloße Vorstellung, und nicht als Ding an sich selbst, ansehen[.]“

„Wenn ich das denkende Subjekt wegnehme, muß die ganze Körperwelt wegfallen, als dies nichts ist als die Erscheinung in der Sinnlichkeit unseres Subjekts und eine Art Vorstellung desselben.“

- Die zweite Betrachtung, vom Objekt ausgehend, ist die materialistische[40], bildet das kompensatorische Korrektiv der rein transzendentalidealistischen Betrachtung, integriert Erkenntnisse der ehedem zeitgenössischen Physiologie[41] und bezieht die Einwände gegen den Idealismus in die Gesamtbetrachtung des Intellekts mit ein[42]: So wie die Materie Vorstellung des Subjektes ist, so ist auch das erkennende Subjekt Produkt der Materie, da der Intellekt ein Produkt des Gehirns ist.[43] Schopenhauer kritisiert zwar die materialistische Ansicht als ein sich selbst vergessendes Subjekt, jedoch nur im Sinne einer einseitigen Betrachtung der Welt als einer rein materialistischen, welche in der Materie das Ding an sich zu finden meint.[44] Zusammenfassend schreibt Schopenhauer:

„Allerdings setzt in meiner Erklärung das Dasein des Leibes die Welt als Vorstellung voraus; sofern auch er als Körper oder reales Objekt nur in ihr ist: und andererseits setzt die Vorstellung selbst ebensosehr den Leib voraus; da sie nur durch die Funktion eines Organs desselben entsteht.“

Schopenhauer entzieht sich dabei einer klaren Haltung, versucht vielmehr das Nebeneinander von Realismus und Materialismus auf der einen, Idealismus und Dogmatismus auf der anderen Seite, zu verdeutlichen, und kulminiert seine Betrachtungen zu einer Kritik an der Debatte über die Realität der Welt.

##### Verstand als subjektives Korrelat der Materie
Die Vereinigung des inneren (erkennendes Subjekt) und äußeren Sinnes (Leib: die fünf Sinne), durch den Verstand, bildet die Vorstellung der Materie. Schopenhauer nennt das Subjekt etwas Unmittelbares: eine Einheit, die der Vielheit der Objekte gegenübersteht. Der innere Sinn obliegt der Einschränkung der Zeit. Da dem inneren Sinn die äußeren Sinne wieder nur Objekte (Leib) desselben sind, dieser nur wieder die Wahrnehmung des Leibes wahrnimmt, somit nur die unmittelbare Gegenwart der Vorstellung in seinem Bewusstsein erfasst, bleibt die Form des inneren Sinnes der Zeit unterworfen, er kann nur sukzessiv wahrnehmen. Die Sukzession, das Nacheinander, welches durch die Zeit erst möglich wird, ist bedingt durch das Nebeneinander im Raum. Vorstellungen werden nicht nur im Vollzug der Vereinigung von Raum und Zeit, zu einer Gesamtvorstellung der empirischen Realität, sondern werden, als Vorstellungen rein des inneren Sinnes (Subjekt), bloß in der Zeit erkannt: Auf dem Indifferenzpunkt zwischen beiden auseinander gehenden Richtungen der Zeit: in der Gegenwart.
Der innere Sinn nimmt die äußeren Sinne zur Hilfe, wodurch erst das Außerhalb im Verstand entstehen kann: der Raum.
Erst wenn der Verstand, das Gehirn, tätig wird, dessen einzige Form die Anwendung des apriorischen Gesetzes der Kausalität ist, da Erfahrung (Wahrnehmung) ohne Verstand und seiner Tätigkeitsform nicht möglich ist, kann die subjektive Empfindung zu einer objektiven Anschauung verarbeitet werden. Durch Verknüpfung des unmittelbar Subjektiven (Zeit), welche die Folge der Veränderungen, die Sukzession im Raum, demnach Ursache und Wirkung erfasst, mit der Wahrnehmung der äußeren Sinne, dessen Empfindung vom Verstand als Wirkung aufgefasst wird, entsteht die empirische Anschauung, werden Objekte im Raum mittelbar, entsteht Erfahrung.

##### Raum, Zeit und Kausalität
Im bloßen Raum wäre die Welt starr und unbeweglich, wodurch sich jedoch Vorstellung, mithin Materie, aufheben würde – da kein Nacheinander möglich ist, sich nichts verändert. In der bloßen Zeit gäbe es kein Beharren, folglich keine Dauer.
Im Zugleichsein vieler Zustände der Materie, im Nebeneinander im Raum, und nacheinander innerhalb der Zeit, besteht die Wirklichkeit. Die Materie ist es, an der Raum und Zeit bestehen kann, sie bildet die Vereinigung beider und ist die Grundlage jeglicher Vorstellung. Nur an der Materie ist Raum und Zeit erfahrbar. Ebenso sind wir, als vorstellende Wesen, nur eine Form der Materie (unser Leib, dessen Sinne), können durch die Materie überhaupt erst etwas erfahren, indem wir selbst eine Form bzw. ein Zustand der Materie sind. Die zerebrale Funktion des Verstandes gibt uns die Möglichkeit dazu; er bildet das subjektive Korrelat der Materie. Aus dem Grund, dass wir selbst Materie sind, nur durch Materie etwas erfahren können, Materie nur mittels des Gesetzes der Kausalität besteht, welches Raum und Zeit an der Materie, durch Veränderung der Form innerhalb einer Zeit im Raume, miteinander verbindet, besteht, nach Schopenhauer, das Sein der Dinge rein im Wirken: Materie und Kausalität sind synonym.
Die Form der Erscheinung jeglichen Objektes ist im Raum und in der Zeit: Das Objekt hat Dauer, einen Ort und Bewegung; durch das Hier gibt es das Dort; durch das Vorher existiert das Nachher, zwischen beidem die Gegenwart. Zeit und Raum lassen sich, nach Schopenhauer, in ihrer unendlichen Teilbarkeit und unendlichen Ausdehnung nur a priori anschauen, sind der empirischen Anschauung fremd. Nur durch und an der Materie ist Raum und Zeit erfahrbar. Das Bindeglied von Raum und Zeit bildet die Kausalität.
Schopenhauer definiert Kausalität wie folgt:

„Wenn ein neuer Zustand einer oder mehrerer realer Objekte Eintritt; so muss ihm ein anderer vorhergegangen sein, auf welchen der neue regelmäßig, d. h. allemal, sooft der erstere da ist, folgt. Ein solches Folgen heißt ein Erfolgen und der erstere Zustand die Ursache, der zweite die Wirkung.“

Das Gesetz der Kausalität steht in ausschließlicher Beziehung auf Veränderungen. Jede Wirkung ist bei ihrem Eintritt eine Veränderung und gibt Anweisung auf eine andere ihr vorhergegangene Veränderung, welche, in Beziehung auf die gegenwärtige, Ursache, in Beziehung auf eine dritte respektive ihr wieder notwendig vorhergegangene Veränderung jedoch Wirkung heißt: Die Kette der Kausalität ist notwendig anfangslos bzw. unendlich.

###### Gesetz der Trägheit und Gesetz der Beharrlichkeit der Substanz
Solange sich nichts verändert, ist an sich nach keiner Ursache zu fragen: Das Gesetz der Trägheit besagt, dass jeder Zustand, dessen Ruhe sowie Bewegung jeder Art, die endlose Zeit anhalten müsse, sofern keine Ursache hinzutritt, aus der eine Veränderung erfolgt.
Schopenhauer kritisiert den „kosmologischen Beweis“, welcher vom Dasein auf ein Nichtsein schließt und bei einer ersten Ursache stehen bleibt, „gleich einem Vatermord“, worauf Schopenhauer das „Gerede“ von einem absolutum zurückführt. Schopenhauers Definition zufolge ist eine erste Ursache so unmöglich zu denken wie ein Anfang der Zeit oder eine Grenze des Raumes. Weder existiert Schopenhauer zufolge ein Grund a priori, vom Dasein vorhandener Dinge, d. h. Zustände der Materie, auf deren vorheriges Nichtdasein zu schließen, noch von diesem auf ihr Entstehen, also auf eine Veränderung zu schließen.  Nur auf Zustände der Materie bezieht sich die Veränderung und Kausalität.

„Die Verbindung der Form mit der Materie oder der essentia mit der existentia gibt das Konkrete, welches stets ein Einzelnes ist, also das Ding: und die Formen sind es, deren Verbindung mit der Materie, d. h. deren Eintritt an dieser mittels einer Veränderung, dem Gesetze der Kausalität unterliegt.“

Schopenhauer kritisiert eine zu weit gefasste Definition des Kausalprinzips, bei der man auf ein Objekt als eine Ursache eines anderen Objektes schließt: Objekte enthalten nicht nur Form und Qualität, sondern ebenfalls Materie, diese jedoch entsteht weder, noch vergeht sie, außer ihre Form. Zustände sind, was im weiteren Sinne unter Form verstanden wird. Die Materie jedoch beharrt.

„Allerdings aber muß unsere Erkenntnis von der Beharrlichkeit der Substanz, d. i. der Materie, auf einer Einsicht a priori beruhen; da sie über allen Zweifel erhaben ist, daher nicht aus der Erfahrung geschöpft sein kann. Ich leite sie davon ab, daß das Prinzip alles Werdens und Vergehens, das Gesetz der Kausalität, dessen wir uns a priori bewußt sind, ganz wesentlich nur die Veränderung, d. h. die sukzessiven Zustände der Materie betrifft, also auf die Form beschränkt ist, die Materie unangetastet läßt, welche daher in unserem Bewußtsein als die keinem Werden und Vergehen unterworfene, mithin immer gewesene und immer bleibende Grundlage der Dinge dasteht.“

Schopenhauers Ansicht nach gibt es nur eine Materie, und alle verschiedenen Stoffe sind verschiedene Zustände bzw. Formen derselben: als solche heißt sie Substanz.
Schopenhauer unterscheidet zwischen der empirisch gegebenen, in eine Form eingegangene Materie(Stoffe), und der allgemeinen reinen Materie, welche nur Gegenstand des Denkens allein ist, nicht der der Anschauung, da wir mittels der Kausalität nur die Form der Materie wahrnehmen.

„Wirklich denken wir unter reiner Materie das bloße Wirken in abstracto, ganz abgesehen von der Art dieses Wirkens, also die reine Kausalität selbst: und als solche ist sie nicht Gegenstand sondern Bedingung der Erfahrung[.]“

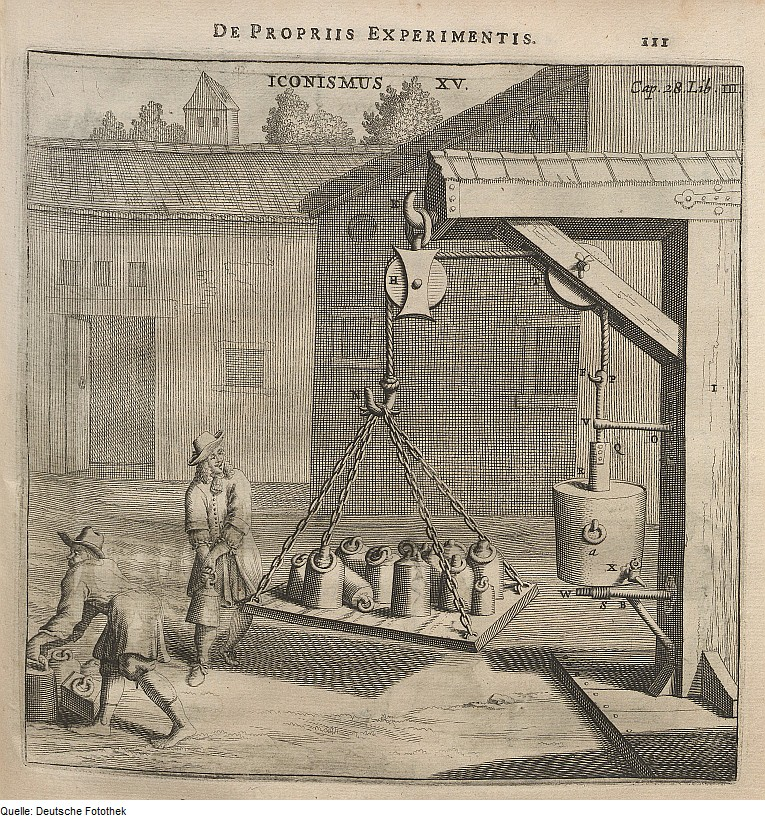
Das Gewicht von Gegenständen lässt sich, aufgrund der Anziehungskraft der Erde, mit Hilfe einer Waage messen.

Von der Kette der Kausalität unberührt bleiben ausschließlich die Materie (Substanz) und die Naturkräfte (Schwere, Undurchdringlichkeit, Starrheit, Elektrizität usw.), da diese ebenfalls Bedingung der Kausalität, alles andere der Kausalität bedingt.

„Überhaupt findet das Gesetz der Kausalität auf alle Dinge in der Welt Anwendung, jedoch nicht auf die Welt selbst: denn es ist der Welt immanent, nicht transzendent und mit ihr aufgehoben.“

Die Materie fungiert als Träger der Veränderung, dasjenige, woran solche vorgehen; die Naturkraft gibt jedoch überhaupt erst die Möglichkeit, dass Materie sich verändern kann, indem letztere, die Art und Weise der Veränderung den Naturkräften entlehnt, welche omnipräsent und unerschöpflich, immer bereit sich zu äußern, sobald am Leitfaden der Kausalität die Gelegenheit dazu eintritt.

„Die Norm, welche eine Naturkraft hinsichtlich ihrer Erscheinung an der Kette der Ursachen und Wirkung befolgt, also das Band, welches sie mit dieser verknüpft, ist das Naturgesetz.“

Für Schopenhauer bildet die Materie die vom Verstand objektiv aufgefasste Kausalität. Ihr ganzes Wesen besteht im Wirken.

„Demnach das Wesen, essentia, der Materie im Wirken überhaupt besteht, die Wirklichkeit, existentia, der Dinge aber eben in ihrer Materialität, die also wieder mit dem Wirken überhaupt eins ist; so lässt sich von der Materie behaupten, daß bei ihr existentia und essentia zusammenfallen.“

Auch an dieser Stelle deutete er die zwei Betrachtungsweisen des Intellektes an (siehe oben). Zwar steht für ihn fest, die Welt existiert und wird nicht nur rein gedacht, da unser Leib ebenfalls von Materie ist, jedoch befinden wir uns dennoch nur innerhalb der Grenzen unserer Vorstellung.
Schopenhauer sieht im „kosmologischen Beweis“ eines vieler Beispiele für den Missbrauch allgemeiner Begriffe, die sich in Abstraktion verlieren. Schopenhauer warnt vor der „Verfänglichkeit“ und dem „Insidiösen“ der abstrakta, wenn nicht die Anschauung Quelle der Erkenntnis oder des Begriffes ist, oder sich die intuitive mit der abstrakten Vorstellung widerspricht und Letztere dennoch Anspruch auf absolute Gültigkeit erhebt, was Schopenhauer in den je eigenen Absichten des jeweiligen Verfassers begründet sieht: im Willen, welchem die Vorstellung eines Individuums unterworfen ist.
Schopenhauer hält zwar an der transzendentalidealistischen Ansicht fest, dass die Welt Vorstellung für ein Subjekt sei, formuliert aus seinen Ansichten jedoch seine eigene Kritik an der Vernunft – schließlich eine Sprachkritik:

„Sie [die Philosophie] ist nicht, wie Kant sie definiert, eine Wissenschaft aus Begriffen, sondern in Begriffen.“

#### Der Satz vom Grunde des Erkennens
Der Satz vom Grunde des Erkennens besagt, dass Verknüpfungen von Begriffen, hin zu Urteilen, immer einen Grund besitzen, nach welchem gefragt werden kann: Grund und Folge. Die abstrakte Vorstellung operiert mit Begriffen, welche die anschauliche Vorstellung zum Denken erhebt und in ihre Bestandteile zerlegt und reduziert, jedoch auch ihre Anschaulichkeit einbüßt. Schopenhauer nennt Begriffe daher auch Vorstellung aus Vorstellungen.

#### Der Satz vom Grunde des Seins
Der Satz vom Grund des Seins (Raum und Zeit), auch die Geometrie bzgl. des Raums, und die Arithmetik bzgl. der Zeit, betreffend, ist in der Zeit die Folge ihrer Momente und im Raum die Lage seiner sich ins Unendliche wechselseitig bestimmenden Teile.

„Das Gesetz nun, nach welchem die Teile des Raumes und der Zeit in Absicht auf jene Verhältnisse einander bestimmen, nenne ich den Satz vom zureichenden Grunde des Seins.“

Dieser nimmt laut Schopenhauer eine Sonderstellung ein, da Raum und Zeit, welche die Anschauung a priori erkennt, für alle mögliche Erfahrung als Gesetz bzw. Bedingung gelten, und behandelt die a priori gegebenen Anschauungen der Formen des inneren (Zeit) und äußeren Sinnes (Raum) und bildet den formalen Teil der vollständigen Vorstellung.

„[…] reine Punkte und Linien [können nicht dargestellt], sondern nur a priori angeschaut werden […], wie auch die unendliche Ausdehnung und unendliche Teilbarkeit des Raumes und der Zeit allein Gegenstände der reinen Anschauung und der empirischen fremd sind.“

Erst die Kausalität stellt das Bindeglied von Raum und Zeit dar: Wann (Zeit) etwas geschieht, setzt voraus, was (Raum) geschieht. Umgekehrt: Die Frage, was geschieht, setzt das Wissen über die Folge der Dinge in der Zeit voraus. Materie ist objektiv gewordene Kausalität, erst sie bildet die Wahrnehmbarkeit von Zeit und Raum.
Schopenhauer sieht die Arithmetik bedingt durch den Seinsgrund, in der Zeit. Die Zeit kennt nur eine Dimension: dass jeder Augenblick bedingt durch den vorherigen. Jedes Zählen beruht auf demselben Prinzip, indem die Arithmetik eine methodische Abkürzung des Zählens ist. Bsp.: Zu der Zahl Zehn gelangt man nur durch alle vorhergegangenen Zahlen, wodurch ebenfalls die Erkenntnis gegeben, dass wo die Zehn auch acht, sieben, sechs usw. sind.
Die Geometrie beruht auf dem Zusammenhang der Lage der Teile des Raumes.
Da im Raume keine Sukzession, da diese nur in Vereinigung mit der Zeit zur Gesamtvorstellung gegeben, herrscht überall ein Analogon der Wechselwirkung.

„Daher ist es einerlei, welche [Linie von Flächen, Körpern, Punkten] man zuerst als bestimmt und die anderen als bestimmend, d. h. als ratio [Grund] und die andern als rationata [begründet] betrachten will.“

Daher gilt im Grunde des Seins, so wie beim Grunde des Werdens, dass die Verkettungen kein Ende nimmt.
Der Unterschied zum Grunde des Erkennens liegt laut Schopenhauer darin, dass aus der Erkenntnis des Seinsgrundes die notwendige Folge des Bedingten aus der Bedingung erkannt werden kann, wie bspw. die Tatsache der Gleichheit der Seiten eines Triangel und dessen Gleichheit der Winkel, in Verbindung gegeben sind, wohingegen durch den Erkenntnisgrund jeglich das Dasein beider Tatsachen vorliegt.

„Ist [es] bloß Erkenntnisgrund? Nein, denn die Gleichheit der Winkel ist nicht bloß Beweis der Gleichheit der Seiten, nicht bloß Grund eines Urteils: aus bloßen Begriffen ist ja nimmermehr einzusehen, daß, weil Winkel gleich sind, auch die Seiten gleich sein müssen; denn im Begriff von Gleichheit der Winkel liegt nicht der von Gleichheit der Seiten. Es ist hier also keine Verbindung zwischen Begriffen und Urteilen, sondern zwischen Seiten und Winkeln.“

Schopenhauers Ansicht nach liegt der Unterschied darin, dass aus Begriffen nicht eine Erkenntnis von Raum und Zeit gewonnen wird, dass das So-Sein sich insofern von einem Urteil unterscheidet, dass Letzteres nicht Raum und Zeit beherrscht. Begriffe werden der Anschauung entnommen. Die Welt und dessen Objekte in der Welt, sowie Urteile darüber, richten sich nach den Bedingungen von Raum und Zeit, sind somit eine gesonderte Instanz, dem Erkenntnisgrund verschieden, da die Bedingung von Raum und Zeit nicht dem Erkenntnisgrund entspringt.

„Die Gleichheit der Winkel ist nicht unmittelbarer Grund der Erkenntnis der Gleichheit der Seiten, sondern nur mittelbar, indem sie Grund des So-Seins, hier des Gleichseins der Seiten ist: darum, daß die Winkel gleich sind, müssen die Seiten gleich sein.“

Auch der Satz vom Grunde des Werdens ist dem Seinsgrund verschieden, da es sich nicht um Veränderungen und Ursachen handelt, die sich nur an der Form der Materie vollziehen, dessen Bedingung Raum und Zeit ist; die Materie in ihr ist und nicht Raum und Zeit durch die Materie.
In der Arithmetik, bzgl. der Zeit, ist die Differenz ebenfalls gegeben. Die Kausalität beherrscht nur die Begebenheiten in der Zeit, nicht die Zeit selbst.
Das Wesen der Zeit, dessen Eindimensionalität, lässt sich auch nicht rein anhand des Erkenntnisgrundes eruieren.

„[…] also warum denn eigentlich die Vergangenheit schlechthin unwiederbringlich, die Zukunft unausbleiblich sei; lässt sich auch nicht rein logisch mittelst bloßer Begriffe dartun.“

Schopenhauer Ansicht nach lässt sich die Bedingung Raum und Zeit nicht aus bloßen Begriffen verstehen noch verdeutlichen, sondern wir erkennen es ganz unmittelbar und intuitiv, als einen basalen Erkenntnismodus, wie bspw. den Unterschied zwischen links und rechts, und nur in der Anschauung wird es verständlich. Durch den Erkenntnisgrund alleine, kann nicht die Bedingung von Grund und Folge bzw. das Warum eruiert werden. Nur durch den Seinsgrund und in der Anschauung lässt sich die Frage beantworten.
Zum weiteren Verständnis, im Umgang mit den verschiedenen Klassen, hebt Schopenhauer hervor:

„Es versteht sich von selbst, daß die Einsicht in einen solchen Seinsgrund Erkenntnisgrund werden kann, eben wie auch die Einsicht in das Gesetz der Kausalität und seine Anwendung auf einen bestimmten Fall, Erkenntnisgrund der Wirkung ist, wodurch aber keineswegs die gänzliche Verschiedenheit zwischen Grund des Seins, des Werdens und des Erkennens aufgehoben ist.“

Das subjektive Korrelat dieser Klasse bildet die reine Sinnlichkeit.

#### Der Satz vom Grunde des Handelns
Der Satz vom Grunde des Handelns bestimmt den Beweggrund des Wollens (Motivationsgrund), für welchen das erkennende Subjekt das Objekt ist (das Objekt der inneren Sinnlichkeit). Dadurch, dass sich das Subjekt selbst als Objekt betrachtet, teilt es sich in Erkennendes (Subjekt) und Erkanntes (Objektivation des Subjekts) auf. Da das erkennende Subjekt, das vorstellende Ich, das notwendige Korrelat aller Vorstellung, dadurch Bedingung derselben ist, kann es nicht selbst Vorstellung werden: Das erkennende Bewusstsein (Subjekt) innerhalb der Vorstellung als Selbstbewusstsein (Satz vom Grunde des Handelns), kann nicht das Erkennen des Erkennens sein, da dabei das vorstellende Ich (Subjekt) nur reine Vorstellung, wiederum nur Objekt für das Subjekt ist, wodurch das erkennende Subjekt an sich nie selbst Vorstellung oder Objekt werden kann, sondern nur dessen Objektivation zur Vorstellung wird: Das erkennende Subjekt erkennt das Subjekt des Wollens.
Hier tritt nun das erkannte Objekt, welches das Subjekt ist, erstmals als objektivierter Wille auf, indem das Subjekt sich selbst – als unmittelbares Objekt – als ein Wollendes erkennt und zeigt an dieser Stelle den Übergang zum späteren Hauptwerk. Das Ich setzt sich somit aus dem Subjekt des Wollens und dem Subjekt des Erkennens zusammen. Schopenhauer weist darauf hin, dass es sich bei dieser Klasse von Vorstellung nicht wirklich um eine eigenständige Klasse handelt. In dem Moment, wo das Subjekt zum Objekt wird, handelt es sich eigentlich wieder um den Satz vom Grunde des Werdens. Das Selbstbewusstsein bildet das Darlegen des eigenen Lebenslaufes: unseren eigenen einzelnen Handlungen nach Motiven.
Könne tatsächlich das Erkennen erkannt werden, würde es erfordern, dass sich das Subjekt vom Erkennen trenne, um das Erkennen erkennen zu können. Eine Spaltung, die Schopenhauers Ansicht nach unmöglich ist. Dass uns Erkenntniskräfte wie Verstand, Vernunft und Sinnlichkeit bekannt sind, liegt seiner Auffassung nach nicht daran, dass das Erkennen Objekt geworden ist. Als Beweis sieht er allein die zahlreichen widersprüchlichen Urteile über die Funktionen des Erkennens. Die allgemeinen Ausdrücke, für die aufgestellten Klassen der Vorstellungen, sind erschlossen worden; die Differenzen der einzelnen Klassen, welche in Begriffe erfasst wurden, bilden nur ein notwendiges Korrelat von Vorstellungen für ein Subjekt, welches in diesem Falle der Satz vom Grunde des Erkennens. Die Begriffe werden also von der Art des Erkannten abstrahiert: das Subjekt verhält sich zu den Klassen der Vorstellungen überhaupt genauso wie das Subjekt zum Objekt.

„Wie mit dem Subjekt sofort auch das Objekt gesetzt ist […] und auf gleiche Weise mit dem Objekt das Subjekt, und also Subjekt-Sein geradesoviel bedeutet als ein Objekt haben und Objekt-Sein soviel als vom Subjekt erkannt werden: genau ebenso nun ist auch mit einem auf irgendeiner Weise bestimmten Objekt sofort auch das Subjekt als auf eben solche Weise erkennend gesetzt. Insofern ist es einerlei ob ich sage: […] die Objekte sind in solche Klassen zu teilen; oder: dem Subjekt sind solche unterschiedne Erkenntniskräfte eigen.“

Das subjektive Korrelat dieser Klasse bildet das Selbstbewusstsein.

#### Die Welt als Wille und Vorstellung
Schopenhauers Erkenntnistheorie zeigt klar seine Auffassung von Ontologie, indem er schreibt: „… erstlich, dass Objekt und Vorstellung dasselbe sind; dann, dass das „Sein“ der anschaulichen Objekte eben ihr Wirken ist…“. Mit der Aussage, dass Objekte in Raum und Zeit, unter dem Satz vom Grunde, dem vom Verstand angewendetem Gesetz der Kausalität unterliegen, setzt seine Kritik an Kants Definition des Dinges an sich ein; sieht Schopenhauer in Kants Ansichten, rein die Möglichkeit der Dinge äußerer Erscheinung zu erfassen, ihre Form, demnach nur Vorstellung der Außenwelt, woraufhin Schopenhauer die These vom Ding an sich seiner Auffassung nach modifiziert, der Welt, in der äußeren Erscheinung als Vorstellung, durch das Subjekt bedingt, nur rein transzendentale Idealität zuspricht und als Kern den Willen als eigentliches Ding an sich definiert.
Hiermit führt Schopenhauer eine begriffliche Trennung von Wirklichkeit – worin schon das Wort wirken inbegriffen – und Willen ein, indem er als das subjektive Korrelat der Materie oder Kausalität den Verstand als eine Objektität des Willens nennt und nach diesen Erkenntnissen seinen programmatischen Titel Die Welt als Wille und Vorstellung entwirft.
Zentrum seiner Dissertation ist die Welt als Vorstellung. In seinem Hauptwerk,  Die Welt als Wille und Vorstellung, versucht Schopenhauer die Frage, was die Welt noch ist, außer Vorstellung, mit seiner Entdeckung des Willens zu beantworten. Schopenhauer versucht zu zeigen, entgegen der philosophischen Tradition, dass nicht im Intellekt der ursprüngliche Ort des Willens liegt, sondern dieser nur die Objektität des Willens bildet. Jede Handlung, jede Bewegung, jedes Motiv und Reaktion auf einen Reiz, sei es vom Licht geblendet zu werden oder Schmerz, sowie generell die Welt als Vorstellung, nennt er die Objektivation des Willens. Der nicht objektivierte Wille stellt für Schopenhauer einen blinden, erkenntnislosen Lebensdrang dar. Ähnlich wie später die Psychologie versucht Schopenhauer zu zeigen, dass „der Mensch nicht Herr im eigenen Hause ist“.
Mit der komplexen Unterscheidung zwischen Vorstellung und Wille, versucht Schopenhauer das Irrationale als Grundprinzip der Welt zu zeigen. In dem Bruch, der Verneinung der Begierden, dem Aufheben der individuellen Vorstellung über die Welt; im Erkennen des formlosen und erkenntnislosen Willens in der Menschheit, Tierheit und der Welt, als den gleichen in uns selbst. Darin zeigt sich die Zäsur innerhalb seines Werkes. Bedingt in der Vorstellung der Intellekt die Natur, sieht Schopenhauer die Natur, im Sinne von Wille, als Bedingung einer Objektivation, wie der Intellekt eine solche: das Erkennenwollen. Der Intellekt ist, nach Schopenhauer, nur das Werkzeug des Willens. Schopenhauer möchte der empirischen Analytik der Vorstellung, eine Hermeneutik des Daseins hinzufügen.

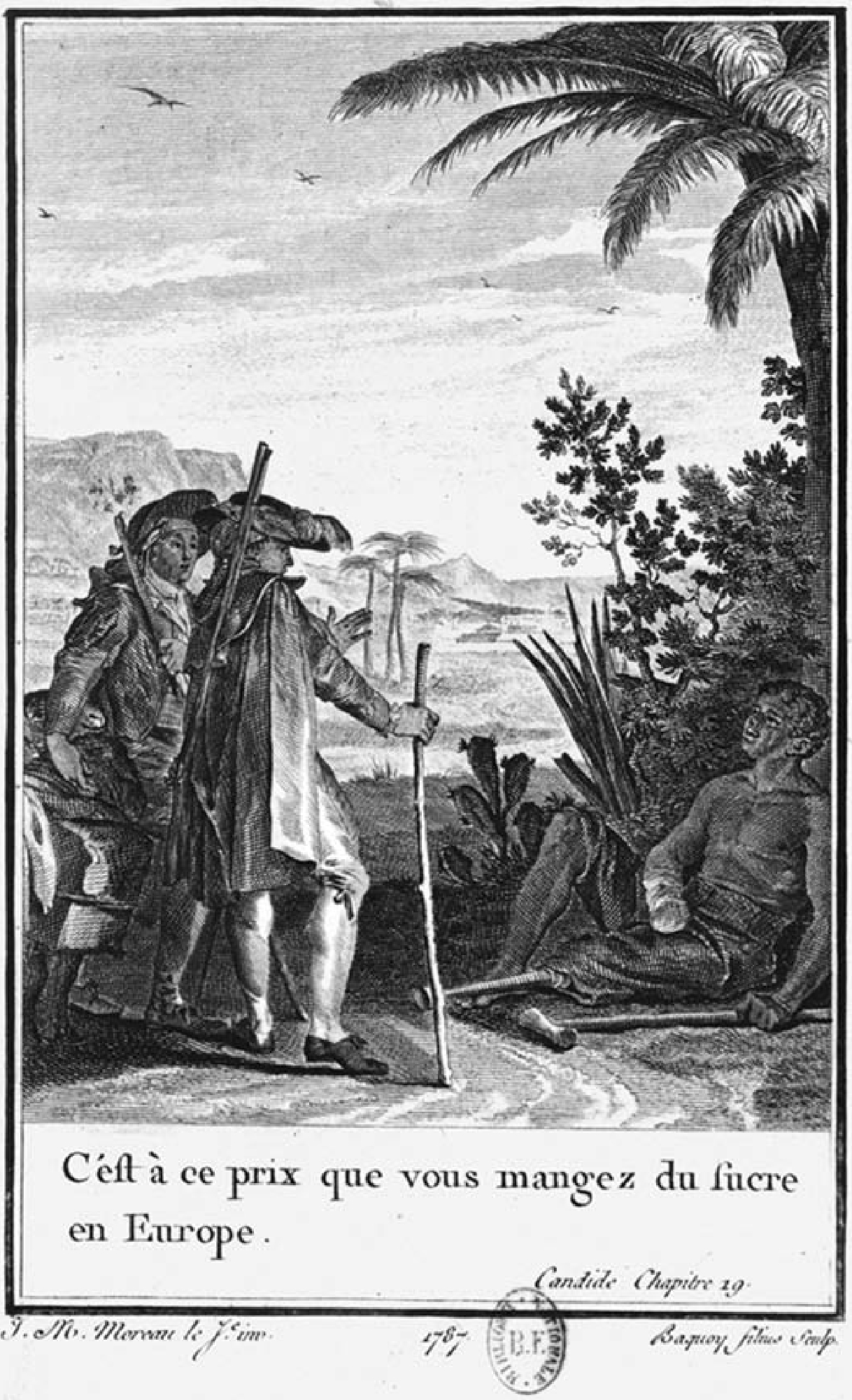
Kupferstich einer Szene aus Candide von Voltaire: Candide trifft auf einen Sklaven (Kap. 19), dem aus Strafe ein Bein und eine Hand abgeschlagen worden ist. Darunter ein Zitat des Sklaven: „Um diesen Preis essen Sie in Europa Zucker.“

### Metaphysik und Ethik
Schopenhauer entfaltet in seinem Hauptwerk ein groß angelegtes System einer voluntaristischen Metaphysik. Schopenhauer gilt als Pessimist, man hat seine Einstellung mit derjenigen des Buddha (Alles Leben ist Leiden) verglichen, wie sie in den „vier edelen Wahrheiten“, als die erste, im Buddhismus zu finden ist. Schopenhauer selbst schreibt:

„Aus der Nacht der Bewußtlosigkeit zum Leben erwacht findet der Wille sich als Individuum in einer end- und grenzenlosen Welt unter zahllosen Individuen, alle sterbend, leidend, irrend; und wie durch einen bangen Traum eilt er zurück zur alten Bewußtlosigkeit.“

„Also die Belehrung, welche jedem sein Leben gibt, besteht im Ganzen darin, daß die Gegenstände seiner Wünsche beständig täuschen, wanken und fallen, sonach mehr Qual als Freude bringen, bis endlich sogar der ganze Grund und Boden, auf dem sie sämtlich stehen, einstürzt, indem sein Leben selbst vernichtet wird und er so die letzte Bekräftigung erhält, daß all sein Streben und Wollen eine Verkehrtheit, ein Irrweg war[.]“

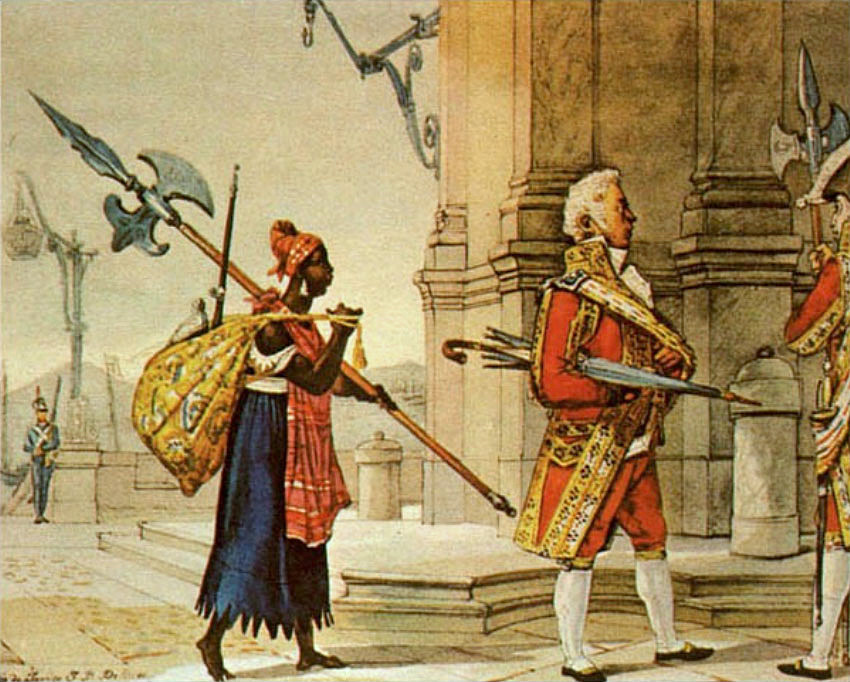
Das Bild des Malers Jean-Baptiste Debret, aus dem Jahre 1822, zeigt eine Sklavin, welche das Gepäck ihres Herren trägt.

Dieser Gesamtwertung korrespondiert eine Kritik an der Gesellschaft seiner und vergangener Zeiten:

„Aber in allen Fällen, die nicht im Bereiche des Gesetzes liegen, zeigt sich sogleich die dem Menschen eigene Rücksichtslosigkeit gegen seinesgleichen, welche aus seinem grenzenlosen Egoismus, mitunter auch aus Bosheit entspringt. Wie der Mensch mit dem Menschen verfährt, zeigt z. B. die Negersklaverei, deren Endzweck Zucker und Kaffee ist.“

Er analysiert und kritisiert die Destruktivität des Menschen, deren Wurzel er im blinden, dem Verstande des Menschen nicht zugänglichen, Willen sieht. Schopenhauers Aussagen werden so zu einer gezielten Provokation und er beruft sich auf Voltaire und dessen Candide, wenn er schreibt:

„Sogar aber läßt sich den handgreiflich sophistischen Beweisen Leibnizens, daß diese Welt die beste unter den möglichen sei, ernstlich und ehrlich der Beweis entgegenstellen, daß sie die schlechteste unter den möglichen sei. Denn „möglich“ heißt nicht, was einer etwan sich vorphantasieren mag, sondern, was wirklich existieren und bestehen kann. Nun ist diese Welt so eingerichtet, wie sie sein mußte, um mit genauer Not bestehen zu können: wäre sie aber noch ein weniger schlechter, so könnte sie schon nicht mehr bestehen.“

Schopenhauers Begründung seiner Diagnose, dem Egoismus des Menschen, liegt in der Subjektivität, welche uns allein unmittelbar gegeben ist (vgl. Satz vom Grunde des Handelns): Alles in der Welt bietet sich uns nur als Erscheinung, ist Vorstellung des Intellekts, der wesentlich zerebrales Werkzeug ist, das dem „Willen“ dient. Alles Erkennen ist dem Satz vom Grunde unterworfen, also nach kausalen Zusammenhängen strukturiert. Damit zusammen hängt das allgemeine Schicksal von Veränderung, Vergänglichkeit, nie absoluter, je nur relativer Position der Dinge und unseres Leibes; wir seien gleichsam gefangen in unserem Kopfe wie in einem Kerker, ähnlich dem Höhlengleichnis Platons. In diesem Aufweis sieht Schopenhauer seine Leistung. Zur Befreiung des Subjekts aus der Herrschaft des blinden Willens schreibt er:

„[…] kommt der Wille durch seine Objektivation, wie sie auch immer ausfalle, zur Selbstkenntnis, [wird] seine Aufhebung, Wendung, Erlösung möglich[.]“

Im Mitleid sieht Schopenhauer das Erkennen des Willens eines anderen Objektes (Mensch, Tier und Natur), als denselben in einem selbst. Das Individuum, welches nach Schopenhauer nur den eigenen Willen anerkennt, hebt sich als Zentrum auf. Schopenhauer nennt es das Realissimum, unsere Realität, die in anderem erkennt, was wir selber nicht sind. Schopenhauer geht es jedoch darum, nicht die empirische äußere Wirklichkeit, die Vorstellung, die dem Satz vom Grunde unterliegt, sondern das Innere der Menschen, Lebewesen und Dinge zu erkennen, das „Ding an sich“, den Willen.
Die individuelle, egoistische Persönlichkeit sieht, nach Schopenhauer, nur den eignen Willen als Realität, wo ihm Äußeres nur Vorstellung ist. Nur dadurch, im Verneinen des Willens des Anderen, kann sie die Bejahung des eigenen individuellen Willens gewährleisten. Schopenhauer geht es in seiner Ethik darum, die Grenze zwischen „Ich und Du“ aufzuheben, da in Allem der gleiche Wille bestehe.
Schopenhauer sieht in der Verneinung des Willens eine Möglichkeit, die Grenzen der Vorstellung zu überwinden, mithin den Grenzen zwischen Ich und Du:

„Da dieser [der Satz vom Grunde] nun aber die Form ist, unter der alle Erkenntniß des Subjekts steht, sofern dieses als Individuum erkennt; so werden die Ideen auch ganz außerhalb der Erkenntnißsphäre desselben als solchen liegen. Wenn daher die Ideen Objekt der Erkenntniß werden sollen; so wird dies nur unter Aufhebung der Individualität im erkennenden Subjekt geschehen können. [Hervorhebung im Satz durch den Verf.]“

## Einflüsse
Schopenhauer stützte sich unter anderem auf Platon, dessen Ideenlehre im dritten Buch einen wesentlichen Bestandteil bildet. Das Werk ist zudem in weiten Teilen eine Modifikation der Transzendentalphilosophie Kants. Ebenfalls einflussreich sind z. B. Berkeley, Hume und die naturwissenschaftlichen Erkenntnisse seiner Zeit.
In der Vorrede zur zweiten Auflage führte Schopenhauer eine ironische Polemik gegenüber Fichte und Hegel. Er kritisierte im Werk immer wieder die Ansichten seiner Zeitgenossen, spricht von „Windbeutelei“ (mit Bezug auf Fichte) und „Hegelei“.
Schopenhauer war weiterhin durch das altindische Denken maßgeblich beeinflusst. Die monistische Tendenz dieser Texte interessierte auch andere deutsche Intellektuelle. Hegel hielt das indische Denken für überkommen, Friedrich Schlegel jedoch publizierte 1808 sein Werk Über die Sprache und Weisheit der Indier und August Wilhelm von Schlegel erwarb in Paris Sanskritkenntnisse, die 1818 zu seiner Berufung in Bonn führten. Die Nähe Schopenhauers zum altindischen Denken ist gleichwohl singulär. Zwar entwickelte er sein Grundsystem wohl noch unabhängig von diesen Einflüssen, allerdings hatte Schopenhauer bereits Ende 1813 Kontakt mit dem Orientalisten Friedrich Majer. Von diesem erhielt er auch eine Teilübersetzung der Upanishaden, einer Textsammlung aus der späten vedischen Literatur, in welcher die Anfänge der Lehren des Brahmanismus, Buddhismus und Hinduismus liegen. Es handelte sich um eine Übertragung ins Lateinische durch den französischen Orientalisten Abraham Hyacinthe Anquetil-Duperron von 1801–02, die fünfzig Upanishaden aus einer Persischen Übertragung des 17. Jh. bietet. Diese Anthologie nannte Schopenhauer später „den Trost seines Lebens und Sterbens“. Schopenhauer studierte auch sonstige Sekundärliteratur, insbesondere Aufsätze in Fachzeitschriften. Den Einfluss der Upanishaden erwähnte Schopenhauer bereits in der Vorrede. Der zweite Band zitiert auch die 1823 veröffentlichte Übersetzung der Bhagavad Gita von A. Schlegel. Die zweite Auflage von 1844 enthält noch wesentlich mehr Referenzen. Seine Verehrung des altindischen Denkens spiegelte sich auch im Namen seines Pudels wider, den er Atman (individuelles Selbst, Seele) nannte.

Arthur Schopenhauer 1859

## Wirkung
Arthur Schopenhauers Schrift Die Welt als Wille und Vorstellung hat – auf dem Felde der Kunst – ihre Spuren im musikdramatischen Schaffen Richard Wagners hinterlassen: „Ihre Entdeckung durch Wagner wird von vielen Gelehrten, den Komponisten selbst inbegriffen, als sein 'Damaskus-Erlebnis' bezeichnet, nach dem er nicht mehr derselbe war. […] Er las das Werk binnen eines Jahres vier Mal, las es den Rest seines Lebens immer wieder“. Nachdem Wagner die Schrift (Mitte der 1850er Jahre) kennengelernt hatte, gerieten insbesondere das musikalische Drama Tristan und Isolde und die Tetralogie Der Ring des Nibelungen (auch) zu persönlich-künstlerischen Schopenhauer-Reflexionen.
Mit der Idee des Willens hinterließ Schopenhauer auch markante Spuren in der Psychologie des frühen 20. Jahrhunderts. Ob bspw. in der Sexualtheorie Freuds oder der 1915 verfassten Schrift über Triebe und Triebschicksale, sowie dem impliziten Umriss einer Psychologie des Unbewussten in Schopenhauers Schriften, Analogien finden sich immer wieder. Freud schrieb 1917 „Es sind namhafte Philosophen als Vorgänger anzuführen, vor allem der grosse Denker Schopenhauer, dessen unbewusster ‚Wille‘ den seelischen Trieben der Psychoanalyse gleichzusetzen ist.“ Alfred Adler sprach später in seinen Vorlesungen von dem Menschen je eigenem Ziele, das den Willen durch Gefühle der Unzulänglichkeit erklärt und damit den Begriff Minderwertigkeitskomplex prägt. C. G. Jung schließlich, durch Schopenhauer zur fernöstlichen Lektüre inspiriert, verfasste seine Thesen über das kollektive Unbewusste. Jung bezog sich in seinen Schriften immer wieder auf Schopenhauer, ließ ihn in seine Abhandlungen mit einfließen und sprach an einer Stelle gar von der Psychologie als Weiterführen des „Schopenhauerschen Erbes“.
Schopenhauers Aussagen über Begriffe, Sprache und Sophismus sowie seine spätere Schrift über Eristische Dialektik beeinflussten Ludwig Wittgenstein in seinen Ansichten über Sprache und Sprachspiele.
Albert Einstein war schon früh begeisterter Leser der Schriften Schopenhauers, wenngleich nicht belegt ist, ob er sich systematisch mit dessen Philosophie auseinandergesetzt hat. Interessant ist jedoch folgender Abschnitt über den Satz vom Grunde des Seins in Anbetracht der Einsteinschen Physik: „… wie Vergangenheit und Zukunft (abgesehen von den Folgen ihres Inhalts) so nichtig als irgend ein Traum sind, Gegenwart aber nur die ausdehnungs- und bestandlose Grenze zwischen beiden ist; ebenso werden wir dieselbe Nichtigkeit auch in allen anderen Gestalten des Satzes vom Grunde wiedererkennen und einsehen, daß, wie die Zeit, so auch der Raum, und wie dieser, so auch alles, was in ihm und der Zeit zugleich ist, alles also, was aus Ursache oder Motiven hervorgeht, nur ein relatives Dasein hat, nur durch und für ein anderes, ihm gleichartiges, d. h. wieder nur ebenso bestehendes ist.“

## Textausgaben
Arthur Schopenhauer: Die Welt als Wille und Vorstellung:
- Ludger Lütkehaus (Hrsg.): Gesamtausgabe (beide Bände in einem). Deutscher Taschenbuch Verlag 1998.
- Wolfgang Freiherr von Löhneysen (Hrsg.): Textkritische Ausgabe in zwei Bänden. Insel Verlag, Frankfurt am Main/Leipzig 1996, ISBN 3-458-33573-0 (vorbildliche Ausgabe im Dünndruck, Zitate wurden übersetzt, Textkritisches Nachwort, Personen- und Begriffsregister).
- Wolfgang Freiherr von Löhneysen (Hrsg.): Sämtliche Werke. Band I und II. Suhrkamp Verlag, Frankfurt am Main 1986, Band I: ISBN 3-518-28261-1, Band II: ISBN 3-518-28262-X (seitenidentisch mit der Insel-Ausgabe).
- Ausgabe in vier Teilbänden, Diogenes Verlag, Zürich:
  - Band 1, Teilband 1, ISBN 978-3-257-20421-6.
  - Band 1, Teilband 2, ISBN 978-3-257-20422-3.
  - Band 2, Teilband 1, ISBN 978-3-257-20423-0.
  - Band 2, Teilband 2, ISBN 978-3-257-20424-7.

## Sekundärliteratur
Einführungen und Beiträge zur Philosophie Schopenhauers:
- Ludger Lütkehaus (Hrsg.): Das Buch als Wille und Vorstellung: Arthur Schopenhauers Briefwechsel mit Friedrich Arnold Brockhaus. Beck, München 1996, ISBN 3-406-40956-3.
- Volker Spierling: Arthur Schopenhauer zur Einführung. Junius Verlag, Hamburg 2002, ISBN 3-88506-631-9.
- Susanne Möbuß: Schopenhauer für Anfänger: Die Welt als Wille und Vorstellung. Deutscher Taschenbuch Verlag, München 2010, ISBN 978-3-423-30672-0.
- Rüdiger Safranski: Schopenhauer und die wilden Jahre der Philosophie. Hanser, Wien/München 2010, ISBN 978-3-446-23582-3.
- Volker Spierling (Hrsg.): Schopenhauer im Denken der Gegenwart. Piper Verlag, München 1987, ISBN 3-492-03131-5.
- Dieter Birnbacher (Hrsg.): Schopenhauer in der Philosophie der Gegenwart. Königshausen und Neumann Verlag, Würzburg 1996, ISBN 3-8260-1228-3.
- Matthias Koßler (Hrsg.) Schopenhauer und die Philosophie Asiens. Harrassowitz Verlag, Wiesbaden 2008, ISBN 978-3-447-05704-2.